# 天野作市
天野 作市（あまの さくいち、1955年 – ）は、日本の小説家。岡山県生まれ。

## 人物・来歴
中部読売新聞（現・読売新聞中部支社）記者を経て、29歳で海越出版社設立、代表に。宮城谷昌光を世に出し、「歴史海流」「小説海越」などの雑誌を創刊したが、1999年7月に倒産。
その後、フリー編集者。
2008年4月に「雲と海の溶け合うところ」でデビュー。清水良典、池上冬樹から絶賛を受ける。

## 小説
- 『雲と海の溶け合うところ』（2008年、講談社）
- 『みんなの旅行』（2008年、講談社）
- 『気高き昼寝』（2009年、講談社/2011年、講談社文庫）

## 紀行
新聞連載
- 地を見て天を仰ぐ 世界遺産サンティアゴ巡礼　2010年8月2日～8月27日（全20回）　東京新聞・夕刊